# Мери Бел
Мери Флора Бел е англичанка, обвинена в непредумишлено убийство. През 1968 г., на възраст 10 – 11 г., Бел удушава 4-годишния Мартин Браун и 3-годишния Браян Хоу в областта Скотууд в западен Нюкасъл ъпон Тайн. Тя е осъдена за двете убийства през декември 1968 г.
След излизането си от затвора през 1980 г. тя живее под редица псевдоними. Самоличността ѝ е защитена със съдебна заповед, която също е удължена, за да защити самоличността на дъщеря ѝ. През 1998 г. в интервю Бел подробно описва насилието, на което е била подложена като дете от майка си, която работела като проститутка, както и от клиентите ѝ.

## Ранен живот
Майката на Бел – Бети била проститутка и често отсъствала от семейния дом, пътувайки до Глазгоу по работа. Мери е второто дете на Бети, която я ражда когато била на 16 г. Веднъж по-голямата сестра на Мери е трябвало да пътува сама из Нюкасъл, за да върне Мери от къщата на умствено нестабилна жена, неспособна да има деца, на която Бети я била продала. Не е ясно кой е биологичният баща на Мери. През по-голямата част от живота си Мери вярва, че баща ѝ е Били Бил, престъпник, арестуван за въоръжен грабеж, но тя е била бебе, когато Бил се оженил за майка ѝ.

## Убийства
На 25 май 1968 г., ден преди 11-ия си рожден ден, Мери Бел удушава 4-годишния Мартин Браун в изоставена къща. Смята се, че е извършила престъплението сама. Между това и второто ѝ убийство, Мери и нейна приятелка на име Норма Бел (1955 – 1989; не са роднини, съвпадение на фамилните имена), която е на 13 години, нахлуват и вандализират детска стая, оставяйки бележка, в която признават извършването на убийството. Полицията обаче смята това за шега.
На 31 юли 1968 г. двете момичета удушават 3-годишния Браян Хоу в пустош в същия район на Скотсууд. Според полицейските доклади двете момичета по-късно се върнали при тялото и Норма издълбава иницияла си „N“ върху корема на момчето. Впоследствие Мери прави това „N“ на „M“ и с ножица отрязва част от косата му, надира краката му и осакатява гениталиите му. Мери е заловена именно заради ножиците, тъй като по време на разпит казва, че е видяла Браян в околността в деня на убийството му, заедно с познато местно момче, носещо ножици. Това местно момче обаче е било на летището в деня на убийството, а полицията не била разкрила публично информация относно осакатяването на момчето.

## Осъждане и затвор
На 17 декември 1968 г. в съд в Нюкасъл, Норма е оправдана, но Мери е осъдена за непредумишлено убийство. Съдебните заседатели взимат предвид диагнозата ѝ от назначени от съда психиатри, които я описват като прояваща „класически симптоми на психопатия“. Съдията, Джъстис Кюсак, описва Мери като опасна и представляваща голям риск за другите деца. Осъдена е на ефективна присъда затвор за неопределно време. В частта от затвора, в която Бел първоначално излежава присъдата си, 25 години по-късно е настанен един от убийците на 2-годишния Джеймс Балджер.
След осъждането ѝ, Бел става обект на голям медйен интерес. Майка ѝ многократно разказва истории за нея на пресата и често дава на репортери бележки, за които твърди, че са от дъщеря ѝ. Бел привлича вниманието на медиите и през септември 1977 г. когато почти успява да избяга от затвора. За това ѝ действие, тя е наказана – губи затворническите си привилегии за 28 дни.

## Живот след затвора
През 1980 г. 23-годишната Бел е освободена от затвора, след като прекарва 12 г. зад решетките. Осигурена ѝ е анонимност (включително ново име), като така ѝ се дава шанс да започне нов живот. Твърди се, че Бел няколко пъти се връща в Нюкасъл, като живее за известно време там след освобождението ѝ. 4 години след излизането ѝ от затвора, на 25 май 1984 г. Бел ражда дъщеря. Дъщерята на Бел не знаела нищо за миналото на майка си, докато репортери не откриват Бел през 1998 г. Тя избягва с дъщеря си от дома им с чаршафи върху главите.
Анонимността на дъщерята на Бел първоначално е била осигурена само докато навърши 18 години. Но на 21 май 2003 г. Бел печели дело, с което осигурява доживотна анонимност на себе си и на дъщеря си. Впоследствие, всяка съдебна заповед, която защитава самоличността на осъден във Великобритания за постоянно, носи името „заповед на Мери Бел“. Внучката на Бел, родена през 2009 г., също получава анонимност. По случая на Бел са написани няколко книги. Местоположението на Мери Бел е неизвестно.